# Nick Zano
Nick Zano (New Jersey, 1978. március 8.) amerikai színész.

## Fiatalkora
Zano Nutleyben (New Jersey) született. Gyerekként Floridában élt. A Wellington középiskolába járt és részt vett a drámai és televíziós osztályokban. Fiatal és idősebb éveiben ő és az osztálytársai hetente készítettek                  Offbeat komédia show-kat, amelyet az iskola televíziójában sugároztak. Míg a show-kon dolgozott, Zano emellett írt, szerepelt és rendezett diákfilmeket, amelyek bejutottak a JVC egyetemi filmversenyre, egy olyan fesztiválra, amelyen 800 helyi középiskola vesz részt.

## Magánélete
Zano kapcsolatban áll Leah Renee Cudmore színésznővel. 2016 júliusában született meg első közös gyermekük. A második gyermekük kislány lett, aki 2018-ban született.

## Filmográfia

### Film
| Év   | Magyar cím              | Eredeti cím             | Szerep                          | Magyar hang  | Rendező           |
| ---- | ----------------------- | ----------------------- | ------------------------------- | ------------ | ----------------- |
| 2002 | Kapj el, ha tudsz       | Catch Me If You Can     | James (stáblistán nem szerepel) |              | Steven Spielberg  |
| 2004 | Dagi Albert             | Fat Albert              | kamerakereskedő                 |              | Joel Zwick        |
| 2007 |                         | My Sexiest Year         | Pierce                          |              | Howard Himelstein |
| 2008 | College – Tábor a köbön | College                 | Teague                          | Varga Gábor  | Deb Hagan         |
| 2008 | Kéjutazás 2. – Holtsáv  | Joy Ride 2: Dead Ahead  | Bobby Lawrence                  | Varga Gábor  | Louis Morneau     |
| 2008 | Gazdátlanul Mexikóban   | Beverly Hills Chihuahua | Bryan                           |              | Raja Gosnell      |
| 2009 | Végső állomás 4.        | The Final Destination   | Hunt Wynorski                   | Zámbori Soma | David R. Ellis    |
| 2011 | Újra együtt             | 10 Years                | Nick Vanillo                    | Molnár Áron  | Jamie Linden      |
| 2011 | Érzékek és érzelem      | Scents and Sensibility  | Brandon Hurst                   | Posta Victor | Brian Brough      |

### Televízió
| Év        | Magyar cím                    | Eredeti cím                              | Szerep                 | Megjegyzés                                                                                      |
| --------- | ----------------------------- | ---------------------------------------- | ---------------------- | ----------------------------------------------------------------------------------------------- |
| 2003–2006 | Tesóm nyakán                  | What I Like About You                    | Vince                  | 54 epizód                                                                                       |
| 2005      |                               | One Tree Hill                            | Önmaga                 | 1 epizód                                                                                        |
| 2005      | Melyik az igazi?              | Everything You Want                      | Quinn Andrews          | - tévéfilm - magyar hangja: - Hujber Ferenc                                                     |
| 2006      |                               | Number One Son                           | Neil Brennan           | tévéfilm                                                                                        |
| 2007      | Hetedik mennyország           | 7th Heaven                               | Dr. Jonathan Sanderson | 3 epizód                                                                                        |
| 2008      | Ernesto                       | Ernesto                                  | Boden                  | tévéfilm                                                                                        |
| 2009      | Született szinglik            | Cougar Town                              | Josh                   | 5 epizód                                                                                        |
| 2010      |                               | Melrose Place                            | Drew Pragin            | 5 epizód                                                                                        |
| 2010–2011 | Az amerikai tini titkos élete | The Secret Life of the American Teenager | Dr. Miller             | 2 epizód                                                                                        |
| 2011      | Haláli testcsere              | Drop Dead Diva                           | Tim Klein              | 1 epizód                                                                                        |
| 2011      | Pláza Mikulások               | Desperately Seeking Santa                | David Moretti          | - tévéfilm - magyar hangja: - Varga Rókus                                                       |
| 2011–2012 | Az élet csajos oldala         | 2 Broke Girls                            | Johnny                 | - 11 epizód - magyar hangja: - Karácsonyi Zoltán                                                |
| 2012      | 90210                         | 90210                                    | Preston Hillingsbrook  | 6 epizód                                                                                        |
| 2012–2013 | Happy Endings – Fuss el véle! | Happy Endings                            | Pete                   | 8 epizód                                                                                        |
| 2014      | Anyák gyöngye                 | Mom                                      | David                  | 2 epizód                                                                                        |
| 2014      | Barátaim jobb élete           | Friends with Better Lives                | Handy Randy            | 1 epizód                                                                                        |
| 2015      |                               | One Big Happy                            | Luke                   | 6 epizód                                                                                        |
| 2015      | Különvélemény                 | Minority Report                          | Arthur                 | - 10 epizód - magyar hangja: - Varga Gábor                                                      |
| 2016–2022 | A holnap legendái             | Legends of Tomorrow                      | Nate Heywood / Steel   | - főszereplő (94 epizód) - magyar hangja: - Széles Tamás (2-5. évad) - Dózsa Zoltán (6–7. évad) |
| 2016      | A zöld íjász                  | Arrow                                    | Nate Heywood / Steel   | 1 epizód                                                                                        |
| 2023      | Totál KO                      | Obliterated                              | Chad McKnight          | - 8 epizód - főszereplő - magyar hangja: - Horváth-Töreki Gergely                               |